# Governatorato di al-Sharqiyya Sud
Il governatorato di al-Sharqiyya Sud, (in arabo مُحَافَظَة جَنُوب ٱلشَّرْقِيَّة‎?, Muḥāfaẓat Janūb aš-Šarqīyah) - ossia Governatorato del Sudest - è una suddivisione dell'Oman. La superficie totale è di 12.000 km², la popolazione raggiunge i 315.445 abitanti, secondo il censimento del 2020. La capitale della regione è Sur. È stato creato nel 2011 quando la regione di al-Sharqiyya è stata suddivisa nei governatorati di al-Sharqiyya Nord e al-Sharqiyya Sud.

## Suddivisioni
La regione è suddivisa in 5 province: Jaalan Bani Bu Ali, Jaalan Bani Bu Hasan, al-Kamil Wa al-Wafi, Maṣīra, Sur.
| Controllo di autorità | GND (DE) 1275344607 |